# Josef Kirzeder
Josef „Sepp“ Kirzeder (* 3. Februar 1905 in München; † 3. Januar 1997 ebenda) war ein deutscher Kameramann.

## Leben und Wirken
Der Sohn des Gastwirts Martin Kirzeder und dessen Frau Rosina geb. Feyrsinger besuchte eine Fachschule und erlernte zunächst das Feinmechanikerhandwerk. Nach seiner kameratechnischen Ausbildung arbeitete er bis 1945 als Kameraassistent bei der Bavaria, zuletzt bei Filmen wie Feinde (1940) und Kleine Residenz (1941/42). In den frühen Nachkriegsjahren rückte er bei diversen Spiel- und Dokumentarfilmen zum Chefkameramann auf, wo Kirzeder sich vor allem auf Bergfilmdramen spezialisierte, darunter Anton Kutters Inszenierungen Wetterleuchten am Dachstein und Das Lied von Kaprun. Hier arbeitete er mit dem eine Generation älteren Kollegen Gustav Weiss zusammen. Bereits Mitte der 1950er Jahre war Kirzeder weitgehend aus dem Geschäft, 1960 beendete er seine Tätigkeit als Kameramann gänzlich. Er starb 1997 in seiner Heimatstadt München.

## Filmografie
nur als Chefkameramann
- 1948: Aus unseren Tagen
- 1949: Das goldene Edelweiß
- 1949: Antwort des Herzens
- 1950: Bilder aus Italien
- 1950: Gabe aus Gottes Hand
- 1950: Unsere liebe Frau
- 1950: Spiegel der Massen
- 1951: Eva und der Frauenarzt
- 1951: Jugend im Zeltdorf
- 1952: Der gehorsame Rebell
- 1952: Wetterleuchten am Dachstein
- 1953: Bis fünf nach zwölf
- 1953: Ewiger Gutenberg
- 1953: Geh mach Dein Fensterl auf
- 1953: Herbstspaziergang im Werdenfelser Land
- 1954: Wenn ich einmal der Herrgott wär
- 1954: Das Lied von Kaprun
- 1960: Ein Weihnachtslied in Prosa oder Eine Geistergeschichte zum Christfest (Fernsehfilm)